# Petra Bendel

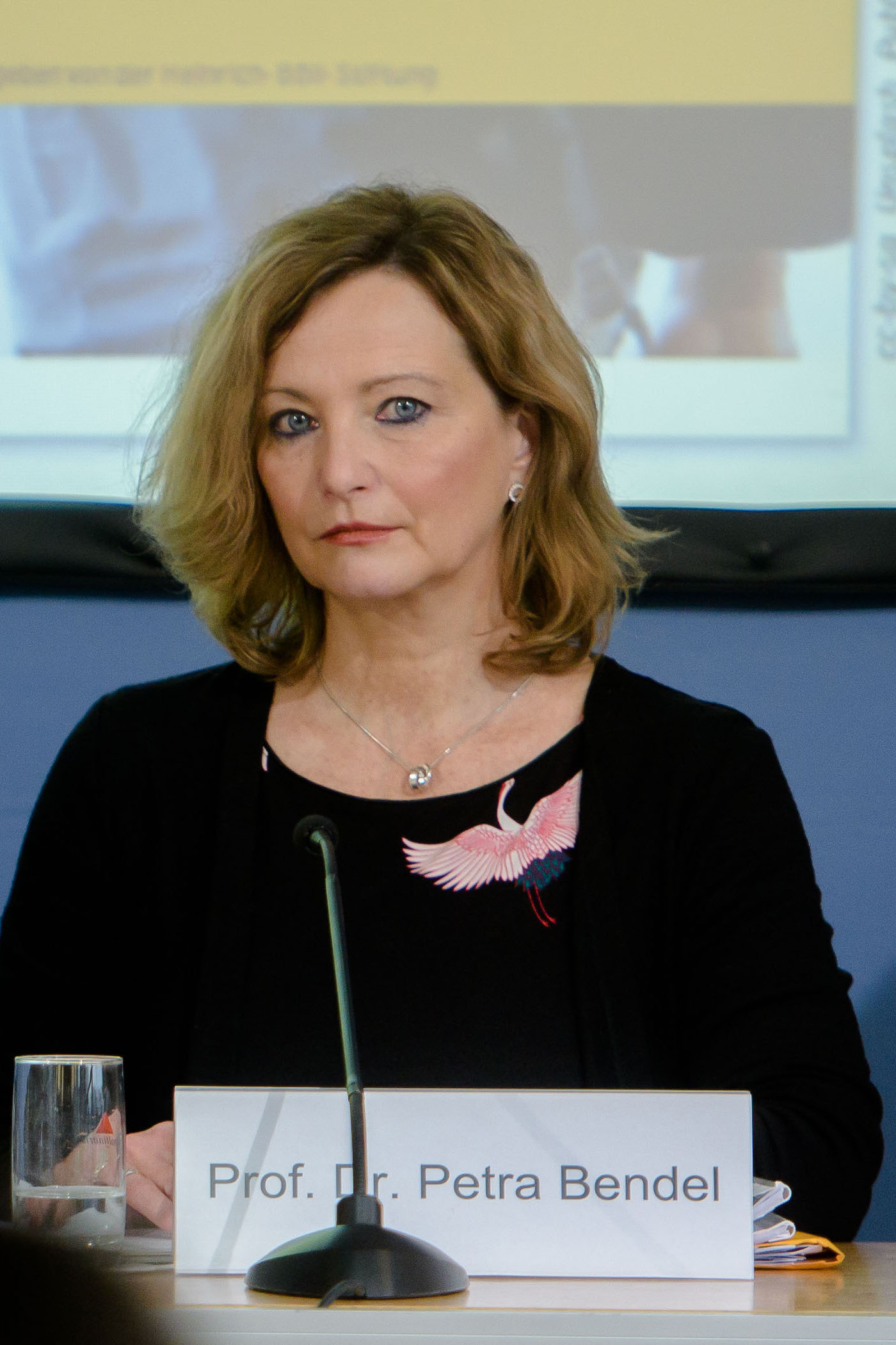
Petra Bendel (2017)

Petra Bendel (* 1965 in Dorsten) ist Professorin für Politische Wissenschaft an der Friedrich-Alexander-Universität Erlangen-Nürnberg und leitet dort den Forschungsbereich Migration, Flucht und Integration.

## Werdegang
Bendel studierte Romanistik, Anglistik und Politische Wissenschaft an der Ruprecht-Karls-Universität Heidelberg. Zwischen 1987 und 1988 wirkte sie als Lektorin an der Escuela Oficial de Idiomas in Bilbao/Spanien und von 1988 bis 1992 als Wissenschaftliche Mitarbeiterin am Institut für Politische Wissenschaft der Universität Heidelberg. 1996 wechselte sie als Wissenschaftliche Mitarbeiterin an das Institut für Iberoamerika-Kunde (GIGA-Institut) Hamburg mit dem Schwerpunkt Mittelamerika. 1996 promovierte sie an der Universität Heidelberg mit einer Arbeit über lateinamerikanische Parteiensysteme.
Nach einer erneuten zweijährigen wissenschaftlichen Tätigkeit in Heidelberg ging sie 1997 an die Friedrich-Alexander-Universität Erlangen-Nürnberg. Dort war sie von 1997 bis 2021 Geschäftsführerin des Zentralinstituts für Regionenforschung.
Im Jahr 2008 habilitierte Bendel an der Friedrich-Alexander-Universität Erlangen-Nürnberg mit einer Schrift zur europäischen Migrationspolitik, für die sie den Habilitationspreis der Philosophischen Fakultät erhielt. Als Gast- und Vertretungsprofessorin war sie 2011 und 2012 an der Martin-Luther Universität Halle-Wittenberg tätig; einen Ruf auf die dortige Professur Internationale Beziehungen und Europäische Politik lehnte sie 2012 ab.   

## Arbeitsgebiete und Mitgliedschaften
Forschungsschwerpunkt von Bendel ist die Migrations- und Flüchtlingspolitik, zu der sie zahlreiche Publikationen und Expertisen vorgelegt hat. Petra Bendel ist Gründungsmitglied und Stellvertretende Vorsitzende des Center for Human Rights Erlangen-Nürnberg (CHREN) an der Friedrich-Alexander-Universität. Sie war Vorsitzende (bis 2020) des Wissenschaftlichen Beirats des Bundesamtes für Migration und Flüchtlinge (BAMF) und Beraterin zahlreicher Expertenkommissionen auf europäischer, nationaler und regionaler Ebene. Zudem ist sie seit 2016 Mitglied des Sachverständigenrats deutscher Stiftungen für Integration und Migration (SVR) (im Zeitraum von 2019 bis 2021 als dessen Vorsitzende). Bendel war von 2019 bis 2021 Mitglied der durch die Bundesregierung berufenen Fachkommission zu den Rahmenbedingungen der Integrationsfähigkeit. Seit 2020 ist sie Beraterin der Europäischen Kommission in Migrations- und Integrationsfragen. Überdies berät sie seit 2023 die Landesregierung Nordrhein-Westfalens in Fragen der Integrationspolitik. 

## Publikationen (Auswahl)

### Monographien und (Auftrags-)Studien
- 2016: Reception of female refugees and asylum seekers in the EU Case study Belgium and Germany, Study for the FEMM Committee of the European Parliament, Brussels. (mit Yasemin Bekyol). http://www.europarl.europa.eu/RegData/etudes/STUD/2016/571364/IPOL_STU(2016)571364_EN.pdf
- 2016 (Hrsg.): Was Flüchtlinge brauchen – ein Win-Win-Projekt. Ergebnisse aus einer Befragung in Erlangen, Erlanger Migrations- und Integrationsstudien, Band 1, FAU University Press, Erlangen.
- 2016: Refugee policy in the European Union – Protect Human Rights!, WISO-Diskurs 03/2016, Bonn. http://library.fes.de/pdf-files/wiso/12405.pdf (Englische Version der Studie Flüchtlingspolitik der Europäischen Union – Menschenrechte wahren!)
- 2015: Flüchtlingspolitik der Europäischen Union – Menschenrechte wahren!, Studie im Auftrag der Abteilung Wirtschafts- und Sozialpolitik der Friedrich-Ebert-Stiftung, in Wiso-Diskurs, Heft 18/2015, Bonn. http://www.regionenforschung.uni-erlangen.de/aktuelles/dokumente/4_WISO_Diskurs_Flüchtlingspolitik.pdf
- 2014: Coordinating immigrant integration in Germany. Mainstreaming at the federal and local levels, Brussels, Migration Policy Institute (Studie im Auftrag der Regierung des Königreichs der Niederlande), http://www.migrationpolicy.org/research/coordinating-immigrant-integration-germany-mainstreaming-federal-and-local-levels
- 2013: Nach Lampedusa: das neue Gemeinsame Europäische Asylsystem auf dem Prüfstand, Studie im Auftrag der Abteilung Wirtschafts- und Sozialpolitik der Friedrich-Ebert-Stiftung, Bonn. http://library.fes.de/pdf-files/wiso/10415.pdf
- 2011 (Hrsg.): The Europeanisation of Control. Venues and Outcomes of EU Justice and Home Affairs Cooperation (mit Andreas Ette und Roderick Parkes), Wiesbaden.
- 2008 (Hrsg.): Kanada und Deutschland. Migration und Integration im Vergleich. Schriftenreihe Band 15, Bundesamt für Migration und Flüchtlinge, Nürnberg (mit Axel Kreienbrink). http://www.bamf.de/SharedDocs/Anlagen/DE/Publikationen/SchriftenreiheAsyl/schrif+tenreihe-band-15.html
- 2006 (Hrsg.): Integration von Muslimen in Europa, (Schriftenreihe des Zentralinstituts für Regionalforschung, Band 1), München (mit Mathias Hildebrandt).
- 2003 (Hrsg.): Soziale (Un-)Gerechtigkeit, Frankfurt a. M. (mit Michael Krennerich).
- 2003 (Hrsg.): Demokratie und Staatlichkeit, Opladen (mit Aurel Croissant und Friedbert W. Rüb).
- 2002 (Hrsg.): Zwischen Demokratie und Diktatur. Zur Konzeption und Empirie demokratischer Grauzonen, Opladen (mit Aurel Croissant und Friedbert W. Rüb).
- 2002 (Hrsg.): Im Schatten des Terrorismus. Hintergründe, Konsequenzen, Prognosen in der Folge des 11. September, Wiesbaden (mit Mathias Hildebrandt).
- 1999 (Hrsg.): Wie erfolgreich ist der Mercosur?, Saarbrücken/Fort Lauderdale (mit Thomas Fischer).
- 1996: Parteiensysteme in Zentralamerika. Typologien und Erklärungsfaktoren, Opladen.
- 1993 (Hrsg.): Zentralamerika. Frieden-Demokratie-Entwicklung? (Schriftenreihe des Instituts für Iberoamerika-Kunde, Hamburg, Bd. 37), Frankfurt a. M.